# Nodalla (Nodalla) gallagheri
Nodalla (Nodalla) gallagheri is een insect uit de familie van de Berothidae, die tot de orde der netvleugeligen (Neuroptera) behoort. 
Nodalla (Nodalla) gallagheri is voor het eerst wetenschappelijk beschreven door U. Aspöck & H. Aspöck in 1998.